# БТР-Э152В
БТР-Э152В — советский опытный бронетранспортёр.
БТР-Э152В создан в конструкторском бюро (КБ) Завода имени Лихачёва (ЗИЛ) на базе бронированного транспортёра БТР-152. Серийно БТР-Э152В не производился.

## История создания
В 1950 году БТР-152 был принят на вооружение Советской Армии ВС Союза ССР. С началом серийного производства и интенсивной эксплуатации в войсках в конструкции боевой машины были выявлены недоработки и дефектные узлы, обладавшие низкой надёжностью. Со временем недостатки были устранены. После того, как конструкция БТР-152 была отлажена, возник вопрос повышения характеристик бронетранспортёра. Проблемным оставался вопрос проходимости и преодоления траншей (окопов) противника на поле боя, поэтому в 1956 году по заданию Министерства обороны СССР были изготовлены два опытных образца БТР-152В с дополнительно установленными поддерживающими катками. Однако, результаты испытаний были отрицательны, вместо ожидаемых улучшений, проходимость ухудшилась, так как на ведущих колёсах уменьшилась сцепная масса, а катки оказывали дополнительное сопротивление. Было очевидно, что проблему проходимости надо решать иными способами.
В это же время в СКБ ЗИЛ вели работы в том же направлении взяв за основу грузовик ЗИЛ-157. Проблему решали путём равномерного распределения мостов по базе автомобиля, причём подвеска каждого моста была независимой. Результаты испытаний образца ЗИЛ-157-Р показали высокую проходимость и возможность преодоления рвов шириной до 2,5 метров. Аналогичным образом поступили при разработке улучшенной версии БТР-152. Для того, чтобы нивелировать недостаточную устойчивость при прямолинейном движении по шоссе на высоких скоростях, первые две оси были сделаны управляемыми. В начале 1957 года был построен опытный образец машины, получивший обозначение БТР-Э152В. Образец был направлен на сравнительные испытания в НИИ-21. Вместе с БТР-Э152В испытания проходили серийный образец БТР-152В, опытные образцы ЗИЛ-157 и ЗИЛ-134.
Сравнительные испытания показали, что БТР-Э152В легко преодолевал окопы шириной до 1,3 метра и рвы шириной 2,5 метра, ни один из других образцов преодолеть такие препятствия не сумел. Более того, БТР-Э152В был способен перемешаться по пересечённой местности без одного колеса, или же без двух колёс средней оси. Однако в ходе испытаний также был выявлен существенный дефект: шарниры «Бендикс-Вейсс», установленные на среднем мосте, часто выходили из строя, так как не были рассчитаны на повышенные нагрузки, которые воспринимал средний мост при выходе из рва. Требовалась разработка нового усиленного моста. Схема с поворотом первых двух мостов также отрицательно влияла на управляемость машины при движении по шоссе выше 40 км/ч.
Летом 1957 года было закончено изготовление второго опытного образца. Была изменена схема работы осей при повороте машины (поворачивались первая и последняя оси). Прочность полуосей на среднем мосте была увеличена на 25%, шарниры «Бендикс-Вейсс» были исключены из конструкции. По результатам испытаний было определено, что недостатки, связанные с разрушением шарниров среднего моста, были устранены, при этом проходимость по сравнению с первым образцом не ухудшилась. Однако, возник ряд других проблем. Зубья главной передачи среднего моста не выдерживали нагрузки и ломались. Требовалась разработка нового среднего моста. Задняя ось поворачивалась с запозданием из-за увеличенной звеньевой цепи. Многочисленные люфты в рулевом управлении отрицательно сказывались на управляемости машины при высоких скоростях. БТР-Э512В по-прежнему терял управление при движении по шоссе выше 40 км/ч.
Осенью 1957 и зимой 1957—1958 годов были продолжены сравнительные испытания по проходимости. По результатам испытаний БТР-Э152В показал существенные преимущества перед БТР-152В. Там где, БТР-152В застревал и не мог продолжить движение своим ходом, БТР-Э152В проезжал без особых проблем. Однако, для решения задач проходимости в БТР-Э152В были подняты тяговые свойства, при этом максимальная скорость была уменьшена до 52,9 км/ч, что не соответствовало требованиям, предъявляемым к бронетранспортёрам. Необходимо было увеличивать удельную мощность машины в 1,5 — 2 раза, однако МО СССР предъявило новые требования к перспективному БТР. Машина обязательно должна была преодолевать препятствия вплавь. Поэтому работы по БТР-Э152В были свёрнуты.

## Описание конструкции
БТР-Э152В был создан на базе серийного бронетранспортёра БТР-152В1. Машина использовала новые шины увеличенного до размера 14,00—18". Кроме того, колёса были оборудованы системой подкачки шин. Для улучшения управляемости руль был оборудован пневноусилителем ЯАЗ-214.  На всех подвесках мостов устанавливались гидроамортизаторы. В результате модификации база машины по сравнению с БТР-152В увеличилась на 646 мм, а колея — на 146 мм. При этом количество десанта было уменьшено до 14 человек. Благодаря внедрённым улучшениям снизилось удельное давление машины на грунт и резко повысилась общая проходимость по пересечённой местности. Однако невозможность преодолевать препятствия вплавь, низкая максимальная скорость движения по шоссе и неудовлетворительная управляемость машины на высоких скоростях не позволили принять БТР-Э152В на вооружение.